# Aloe bakeri
Aloe bakeri é uma espécie de liliopsida do gênero Aloe, pertencente à família Asphodelaceae.